# Gerhard Larcher (Theologe)
Gerhard Larcher (* 7. September 1946 in Innsbruck; † 18. Dezember 2022 in Absam) war ein österreichischer Fundamentaltheologe.

## Leben
Nach dem Studium der katholischen Theologie und der Philosophie in Innsbruck, Münster und Löwen u. a. bei Karl Rahner, Hermann Josef Pottmeyer und Peter Hünermann promovierte Gerhard Larcher 1978 in Münster über „Modernismus als theologischer Historismus. Ansätze zu seiner Überwindung im Frühwerk Maurice Blondels“.
Von 1978 bis 1984 war er Wissenschaftlicher Assistent bei Hermann Josef Pottmeyer an der Ruhr-Universität Bochum, von 1985 bis 1989 Dozent für philosophisch-theologische Grenzfragen an der Akademie „Die Wolfsburg“ des Bistums Essen. Von 1989 bis 1990 leitete er das Sekretariat für theologische Fortbildung der Diözese Innsbruck.
Am 1. November 1990 wurde er auf den Lehrstuhl für Fundamentaltheologie der Universität Graz berufen. Mit Ende des Sommersemesters 2014 wurde Larcher emeritiert; er blieb nichtsdestoweniger ein gefragter Gesprächspartner im Bereich Kunst und Theologie.
Gerhard Larcher war verheiratet und lebte mit seiner Frau Elisabeth in Absam, wo er am 18. Dezember 2022 nach langer Krankheit starb.

## Ansatz
Gerhard Larcher setzte sich in seiner theologischen Arbeit vor allem mit der Religionsphilosophie des 19. und 20. Jahrhunderts auseinander; der Schwerpunkt lag auf dem französischsprachigen Raum, insbesondere dem Werk von Maurice Blondel, Paul Ricœur und Emmanuel Levinas. Ein weiterer wichtiger Teil seiner Arbeit befasste sich mit dem Verhältnis von Kunst, Kirche und Glaube, Christentum und Kirche in der Moderne sowie dem interreligiösen Dialog.

## Wichtigste Publikationen
- Modernismus als theologischer Historismus. Ansätze zu seiner Überwindung im Frühwerk M. Blondels. Frankfurt: Lang 1985, ISBN 3-8204-5209-5; 2., überarbeitete und verbesserte Neuauflage Frankfurt: Lang 2014, ISBN 978-3-631-62484-5.
- zus. m. Klaus Müller u. Thomas Pröpper (Hrsg.): Hoffnung, die Gründe nennt: zu Hansjürgen Verweyens Projekt einer erstphilosophischen Glaubensverantwortung. Regensburg: Pustet 1996, ISBN 3-7917-1508-9.
- zus. m. Karl M. Woschitz (Hrsg.): Religion – Utopie – Kunst. Die Stadt als Fokus. Münster: LIT 2005, ISBN 3-8258-7724-8.
- Annäherungsversuche von Kunst und Glaube. Ein fundamentaltheologisches Skizzenbuch. Münster: LIT 2005, ISBN 3-8258-9183-6.
- (Hrsg.): Theologie – Kunst – Ästhetik. Wien: LIT 2015, ISBN 978-3-643-50673-3.